# IC 4154
IC 4154 ist eine elliptische Galaxie vom Hubble-Typ E0 im Sternbild Coma Berenices am Nordsternhimmel. Sie ist schätzungsweise 421 Millionen Lichtjahre von der Milchstraße entfernt und hat einen Durchmesser von etwa 40.000 Lj. 

Im selben Himmelsareal befinden sich u. a. die Galaxien IC 846, IC 4076, IC 4099, IC 4160.
Das Objekt wurde am 27. Januar 1904 von Max Wolf entdeckt.